# Fernando Cirino Gurgel
Fernando Cirino Gurgel (Fortaleza, 17 de maio de 1952) é um empresário brasileiro.
É filho do industrial e agropecuarista José Célio de Castro Gurgel e de Silene Maria Cirino Gurgel.Atualmente é diretor presidente da empresa Durametal localizada em Maracanaú. Casado com Tereza Liduína Porto Soares Gurgel, tornou-se pai de quatro filhos: Fernando, José Célio, Clarisse e Felipe.

## Formação
Formou no curso de Ciências Econômicas pela Universidade Federal do Ceará (UFC) em 1976 tendo também cursos de extensão profissional e atualização voltados para sua área, no país e no exterior.

## Empresa
Foi sócio e diretor da tradicional Fundição Cearense, no período de 1971 a 1977. Mais tarde, a empresa foi chamada de Durametal S/A, onde atualmente é diretor-presidente. Sua empresa é a maior fabricante de tambores de freio, discos de freio e cubos de roda do país.

## Atuação sindical
Também foi sindical patronal, exercendo de 1980 a 1984 a presidência do Sindicato das Indústrias Metalúrgicas e de Material Elétrico do Estado do Ceará (Simec). Entre 1987 e 1989, presidiu o Centro Industrial do Ceará (CIC). Assumiu a diretoria da FIEC, onde exerceu os cargos de presidente, no período de 1992 a 1999, e de vice-presidente, entre 1989 e 1992.
Nos anos de 2002 até 2006, exerceu o cargo de vice-presidente da Confederação Nacional da Indústria (CNI). Na gestão anterior (1995 a 2002), atuou como diretor-tesoureiro da Confederação. Foi também membro do Conselho da CNI, como delegado representante efetivo da FIEC, e membro efetivo da Comissão de Apoio Técnico-Administrativo (Cata) do Departamento Nacional do SENAI, em Brasília.